# Chrysallida angulosa
Chrysallida angulosa is een slakkensoort uit de familie van de Pyramidellidae. De wetenschappelijke naam van de soort is voor het eerst geldig gepubliceerd in 1889 door Monterosato.